# Roger Stone
Roger Jason Stone (plným rodným jménem Roger Joseph Stone Jr. * 27. srpna 1952) je americký konzervativní politický konzultant a lobbista. Od sedmdesátých let 20. století pracoval na řadě volebních kampaní republikánských politiků, včetně prezidentských kampaní Richarda Nixona, Ronalda Reagana, Jacka Kempa, Boba Dolea, George W. Bushe a Donalda Trumpa. V osmdesátých letech spoluzaložil vlivnou konzultantskou a lobbistickou skupinu Black, Manafort, Stone and Kelly. Jeho společníky byli Paul Manafort, Charles R. Black Jr. a Peter G. Kelly. Ve stejné době se seznámil s tehdy třicetiletým realitním podnikatelem Donaldem Trumpem, kterého přesvědčil k finanční podpoře prezidentské kandidatury Ronalda Reagana. Následně pro Trumpa pracoval jako lobbista. Když Trump v roce 1998 začal uvažovat o kandidatuře na prezidenta USA, kontaktoval právě Rogera Stonea. Ačkoliv Trump dal později přednost jiným konzultantům, Stone zůstal jeho externím poradcem. Krátce také působil v Trumpově úspěšné kampani na prezidenta před volbami 2016. Tu však oficiálně opustil již v srpnu 2015. Proslul agresivní volební strategií. Svůj politický modus operandi popsal slovy: „Útočit, útočit, útočit! Nikdy se nevzdat.“ a „Nic nepřiznat, všechno popřít, zahájit protiútok.“ O Stoneově roli v Trumpově kampani pojednává například dokumentární film Get Me Roger Stone, zveřejněný v roce 2017 na Netflixu.
V lednu 2019 byl na základě vyšetřování Roberta Muellera zatčen ve svém sídle ve městě Fort Lauderdale na Floridě. Byl obviněn z ovlivňování svědků, maření vyšetřování a pětinásobného křivého svědectví. V listopadu 2019 byl porotou shledán vinným ze sedmi zločinů a odsouzen ke 40 měsícům odnětí svobody. V červenci 2020, den před jeho nástupem do věznice, mu prezident Donald Trump trest snížil, díky čemuž nemusel nastoupit výkon trestu. V prosinci 2020 mu Trump následně udělil plnou milost. Trumpovu milost dostal také Stoneův rovněž odsouzený spolupracovník Paul Manafort.

## Biografie

### Dětství a mládí
Narodil se 27. srpna 1952 v Norwalku v Connecticutu do středostavovské katolické rodiny modrých límečků. Vyrůstal ve městě Lewisboro ve státě New York. Coby student střední školy John Jay High School se stal předsedou studentské rady školy. Své vítězství sám vysvětluje tím, že přesvědčil nejméně populárního spolužáka, aby byl jeho protikandidátem. Na začátku 60. let se stal přesvědčeným konzervativcem, a to zejména díky knize The Conscience of a Conservative od republikánského senátora Barryho Goldwatera. Stone se v roce 1964, ovlivněn knihou, přidal ke Goldwaterově neúspěšné prezidentské kampani. Následně studoval na Univerzitě George Washingtona, kde byl členem místního spolku mladých republikánů. V té době zařídil, aby na univerzitě vystoupil Jeb Magruder, politický poradce Richarda Nixona. Následně požádal Magrudera o práci v Nixonově volební kampani za znovuzvolení prezidentem USA, ten mu ji zařídil.

### 70. léta: Kampaň Richarda Nixona a Mladí republikáni
Na kampani Richarda Nixona začal pracovat v roce 1972. Mezi jeho první úkoly patřilo vymýšlení aktivit negativní kampaně. Například daroval příspěvky pod hlavičkou Asociace mladých socialistů na kampaně Nixonových soupeřů a následně potvrzení o darech zasílal novinám, aby tím protikandidáty pošpinil. Současně se mu podařilo propašovat svého spolupracovníka do kampaně Huberta Humphreyho, který poté vynášel informace. Po znovuzvolení Nixona Stone dostal místo v úřadu pro ekonomické pobídky. Poté, co Nixon v roce 1974 kvůli aféře Watergate rezignoval na funkci prezidenta USA, Stone začal pracovat pro politika Boba Dolea. Brzy byl ale propuštěn, jelikož o něm média začala psát jako o „Nixonovu manipulátorovi“. V téže době pomáhal založit National Conservative Political Action Committee, zájmovou organizaci nové pravice specializující se na volební kampaně. V roce 1976 pracoval na neúspěšné prezidentské kampani Ronalda Reagana. V roce 1976 byl, ve věku 24 let, zvolen předsedou Mladých republikánů. K výhře mu pomohl i jeho kamarád Paul Manafort, se kterým sesbírali materiály na všech 800 delegátů, kteří předsedu volí.
V roce 1974 se oženil s Anne Elizabeth Wesch, která v roce 1989 založila organizaci Republicans for Choice, která sdružuje republikány, kteří podporují právo na interrupci. V roce 1990 se rozvedli.

### 80. léta: Kampaň Ronalda Reagana a lobbing ve Washingtonu

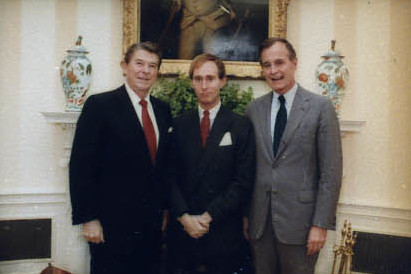
Ronald Reagan, Roger Stone a George H. W. Bush (1982).

V první polovině osmdesátých let Stone pracoval jako hlavní stratég úspěšných volebních kampaní republikánského politika Thomase Keana, guvernéra státu New Jersey. V téže době byl znovu najat do prezidentské volební kampaně Ronalda Reagana. Stone uvedl, že za vítězstvím Reagana je i skutečnost, že s Royem Cohnem, který proslul v padesátých letech coby prominentní prokurátor mccarthismu, zařídili, aby John B. Anderson získal nominaci na prezidenta USA za stranu Liberal Party of New York a tím rozštěpil hlasy elektorátu proti Reaganovi.
Po úspěchu Reagana založil s kamarádem Paulem Manafortem a Charliem Blackem konzultantskou a lobbistickou firmu Black, Manafort & Stone. Z firmy se díky kontaktům s prezidentem a předními republikány stala jedna z prvních opravdu vlivných lobbistických společností. Do firmy brzy přibyl také přední republikánský volební stratég Lee Atwater. Firma na sebe upozornila i tím, že se nezdráhala brát zakázky od diktátorů, jakými například byli Mobutu Sese Seko a Ferdinand Marcos. Zastupovali také korporáty News Corp Ruperta Murdocha, Tobacco Institute nebo od osmdesátých let firmy Donalda Trumpa. Ke konci 80. let Stone a Charlie Black byli najati volební kampaní Jacka Kempa, zatímco Manafort a Atwater současně pracovali na kampani George H. W. Bushe.

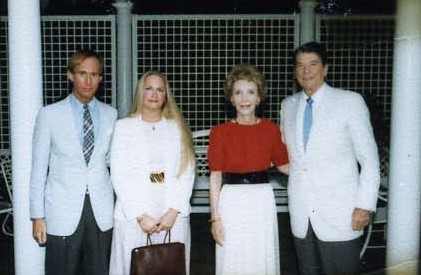
Roger Stone, Ann Stoneová, Nancy Reaganová a Ronald Reagan (1984).

### 90. léta a nultá léta: Spolupráce s Trumpem a konzultantská činnost
V roce 1995 vedl neúspěšnou prezidentskou kampaň senátora Arlena Spectera v republikánských primárkách. Následně byl najat do prezidentské kampaně Boba Dolea. Brzy poté ale musel kampaň opustit, jelikož tisk zveřejnil inzerát, ve kterém Stone pro sebe a svou druhou ženu Nydiu Bertranu Stoneovou hledal zájemce pro swinger výměnu partnerů. Celá devadesátá léta pracoval jako lobbista Donalda Trumpa, zejména pro jeho zájmy v rozvoji podnikání v kasinech.
S přelomem nového tisíciletí pracoval na předčasně ukončené prezidentské kampani Donalda Trumpa v primárkách Reformní strany. V roce 2002 se podílel na neúspěšné kampani Toma Golisana na guvernéra státu New York. V roce 2004 byl poradcem Ala Sharptona, neúspěšného demokratického kandidáta primárek na prezidenta USA.
V roce 2007 pracoval jako hlavní konzultant Josepha Bruna, republikánského senátora státu New York. Stone musel ovšem dát výpověď na naléhání Bruna poté, co byl médii obviněn, že vyhrožoval otci demokratického politika Eliota Spitzera. V lednu 2008 Stone založil Citizens United Not Timid (akronym CUNT), organizaci s cílem dlouhodobě dehonestovat demokratickou političku Hillary Clintonovou.

### 2010–2018: Podpora Libertariánské straně a kampaň Donalda Trumpa
Mezi lety 2010 a 2012 se podílel na malých kampaních Libertariánské strany, např. na kampani Kristin M. Davisové, která předtím vedla eskortní firmu, jež byla spojena se sexuálním skandálem politika Eliota Spitzera. V roce 2012 Stone tvrdil, že již není přívržencem Republikánské strany, ale nově Libertariánské strany.
V roce 2015 se stal poradcem prezidentské kampaně Donalda Trumpa. V srpnu 2015 ovšem musel kampaň pro negativní publicitu opustit. Stone tvrdil, že sám dal výpověď, Trump ovšem do médií uvedl, že Stonea propustil. I přes spor ovšem Stone veřejně vyjádřil trvalou podporu Trumpovi. Během roku 2016 několikrát veřejně urážel novináře CNN a MSNBC, čímž si vysloužil zapsání na černé listiny hostů těchto stanic.
V roce 2016 ho John Podesta, politický poradce Clintonových, obvinil, že hrál roli v kauze hackerského útoku na jeho e-mailovou schránku s e-maily z prezidentské kampaně Hillary Clintonové, které následně publikoval server WikiLeaks. Pět dní před publikací e-mailů, Stone tweetoval: „Wednesday Hillary Clinton is done. #Wikileaks“, několik minut před zveřejněním ještě napsal: „It will soon the Podesta's time in the barrel“. Roger Stone to ovšem popřel. Nařčení se stalo předmětem vyšetřování zvláštního výboru, který prošetřoval ruský vliv na americké volby roku 2016. Výbor došel k závěru, že Stone opakovaně kontaktoval Juliana Assangeho. Dále, že v momentě, kdy začal Trumpův skandál s tzv. Access Hollywood nahrávkou, na které Trump s moderátorem pořadu Access Hollywood Billym Bushem nevybíravě komentují ženy, instruoval Stone svého spolupracovníka Jeromea Corsiho, aby Assange okamžitě publikoval e-maily. K tomu také do půl hodiny došlo. V březnu 2018 toto obvinění veřejně potvrdili i Sam Nunberg, někdejší politický poradce v Trumpově kampani, a jeden další anonymní zdroj. V červenci 2018 organizace Protect Democracy Stonea za toto zažalovala. Soudkyně Ellen Huvelle případ ovšem zamítla pro procesní chybu, konkrétně, že případ byl předložen soudu ve špatném soudním obvodu.
Roku 2017 měl na Netflixu premiéru dokumentární film Get Me Roger Stone, který se zabýval tezí, že Roger Stone připravoval půdu pro kandidaturu Trumpa již od roku 1998.

### 2019–2020: Zatčení, odsouzení a milost od Trumpa

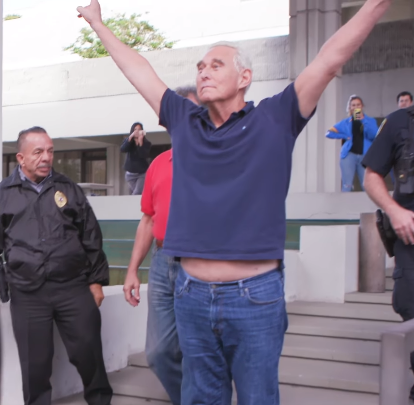
Roger Stone při svém zatčení (leden 2019).

V lednu 2019 byl na základě vyšetřování Roberta Muellera zatčen ve svém sídle ve městě Fort Lauderdale na Floridě. Byl obviněn z ovlivňování svědků, maření vyšetřování a pětinásobného křivého svědectví. V listopadu 2019 byl porotou shledán vinným ze sedmi zločinů a odsouzen ke 40 měsícům odnětí svobody. V červenci 2020, den před jeho nástupem do věznice, mu prezident Donald Trump trest snížil, díky čemu nemusel nastoupit výkon trestu. V prosinci 2020 mu Trump následně udělil plnou milost. Trumpovu milost dostal také Stoneův rovněž odsouzený spolupracovník Paul Manafort.